# Уерто Чарамускас (Гереро)
Уерто Чарамускас (шп. Huerto Charamuscas) насеље је у Мексику у савезној држави Чивава у општини Гереро. Насеље се налази на надморској висини од 2159 м.

## Становништво
Према подацима из 2010. године у насељу је живело 7 становника.

### Хронологија
| Година       | 2005       | 2010 |
| ------------ | ---------- | ---- |
| Становништво | 11 (4 / 7) | 7    |

### Попис
| # | Индикатор                     | Вредност |
| - | ----------------------------- | -------- |
| 1 | Укупно домаћинстава           | 4        |
| 2 | Укупно насељених домаћинстава | 2        |
| 3 | Величина локације             | 1        |